# Rembrandt 2
REMBRANDT 2  is een onderzeese telecommunicatiekabel die het Verenigd Koninkrijk met Nederland verbindt via de Zuidelijke Bocht, het trechtervormige zuidelijke deel van de Noordzee. De kabel loopt grotendeels in een vrij rechte lijn maar ligt in een betrekkelijk scherpe bocht ten noorden van de Thorntonbank, een zandbank voor de Belgische kust die bekend is vanwege het windmolenpark dat er gebouwd is. Ook voor de Engelse kust is er een bocht naar het noorden, maar die is  ruimer. Minstens sinds 2012 is de kabel buiten dienst.
De kabel heeft landaansluitingen (landing points) in:
- Joss bay, Broadstairs, Kent, Verenigd Koninkrijk, positie: 51° 22′ 45″ NB, 01° 26′ 43″ OL
- Domburg, Zeeland, Nederland, positie: 51° 33′ 43″ NB, 03° 29′ 12″ OL